# Aissa Wade
Aissa Wade (Dakar, 1967) es una matemática senegalesa, profesora de Matemáticas en la Universidad Estatal de Pensilvania. Fue presidenta del centro del Instituto Africano de Ciencias Matemáticas en Senegal (de 2016 a 2018).

## Trayectoria
Wade nació en Dakar, Senegal. Estudió matemáticas en la Universidad  de Dakar graduándose en 1993. Tuvo que dejar Senegal para obtener un doctorado. Obtuvo su doctorado en la Universidad de Montpellier en 1996.  Su tesis, "Normalisation formelle de structures de Poisson", consideró la topología simpléctica. Su tutor de doctorado fue Jean Paul Dufour.
Wade fue investigadora postdoctoral en el Centro Internacional de Física Teórica, donde trabajó en estructuras conformes de Dirac. Ocupó puestos de profesora visitante en la Universidad de Carolina del Norte en Chapel Hill, la Universidad Africana de Ciencia y Tecnología y la Universidad Paul Sabatier. Wade se unió a la Universidad Estatal de Pensilvania y fue nombrada profesora titular en 2016.
Trabajó como editora en jefe de The African Diaspora Journal of Mathematics. Es editora de Afrika Mathematika. Forma parte del comité científico del foro NextEinstein, una iniciativa para conectar la ciencia, la sociedad y las políticas en África. Como presidenta del Instituto Africano de Ciencias Matemáticas, Wade fue la primera mujer en ocupar este cargo. Ha recibido financiación de la Fundación Nacional de Ciencias para apoyar el Taller de Estructuras Geométricas de Senegal. Ha estado involucrada en actividades de la Asociación Estadounidense para el Avance de la Ciencia para mejorar la investigación CTIM en África, incluida la provisión de métricas basadas en la evidencia, estudios de casos y recomendaciones de políticas apropiadas. En 2017, Wade fue nombrada miembro de la Academia Africana de Ciencias.
Los logros de Wade le valieron el reconocimiento de Mathematically Gifted & Black, donde apareció como homenajeada del Mes de la Historia Afroamericana 2020.